# Trochalus kindaensis
Trochalus kindaensis är en skalbaggsart som beskrevs av Louis Burgeon 1944. Trochalus kindaensis ingår i släktet Trochalus och familjen Melolonthidae. Inga underarter finns listade i Catalogue of Life.